# Женевський саміт (1955)
Женевський саміт 1955 року був зустріччю епохи холодної війни в Женеві, Швейцарія. Це була зустріч «Великої четвірки»: президента Сполучених Штатів Дуайта Ейзенхауера, прем'єр-міністра Великої Британії Ентоні Ідена, прем'єра Радянського Союзу Миколи А. Булганіна і прем'єр-міністра Франції Едгара Фора. Їх супроводжували міністри закордонних справ чотирьох держав (які також були членами Ради міністрів закордонних справ): Джон Фостер Даллес, Гарольд Макміллан, В'ячеслав Молотов і Антуан Піне. Був присутній також Микита Хрущов з Радянського Союзу.
Мета полягала в тому, щоб зібрати разом світових лідерів для початку обговорення питань світу. Хоча ці дискусії вели по багатьох різних шляхах (переговори по зброї, торгові бар'єри, дипломатія, ядерна війна і т. д.), на переговори вплинула загальна мета підвищення глобальної безпеки.

## Місія
Заявленої місією саміту 1955 року було зниження міжнародної напруженості. Женевський саміт розглядався як надзвичайно важливий будівельний блок для поліпшення дружніх відносин і більш відкритого спілкування між лідерами «Великої четвірки». Створення міжнародного співтовариства було введено як спосіб допомогти зняти глобальну напругу і недовіру. Ця спільнота заклала б критичну основу єдиного світу, в якому мінімальні торговельні бар'єри та спільні інтереси сприяли б розвитку дипломатії.
Такі теми, як торгові угоди між Сходом і Заходом, тарифи, гонка озброєнь, міжнародна безпека і роззброєну політика, були певною мірою розглянуті. Найважливішою пропозицією, зробленою президентом Ейзенхауером, був його план «Відкрите небо», який передбачав створення міжнародної системи повітряного моніторингу. Мета цієї політики полягала в тому, щоб запобігти накопиченню державами небезпечної зброї і в кінцевому підсумку призвести до роззброєння всіх видів зброї масового знищення. Дивно, але однією з цілей американських політичних радників на конференції було не давати ніяких конкретних обіцянок або гарантій радам. У минулому радянські лідери неправильно тлумачили американські пропозиції як щирі обіцянки, які могли б призвести до більшого розколу, а не до єдності. Оскільки ця зустріч була першою в своєму роді, насіння об'єднання повинні були бути посіяні, і нічого більше.
Питання про торговельні угоди між Сходом і Заходом вимагає дуже делікатного обговорення. Всі попередні переговори щодо торговельної угоди між Сходом і Заходом не були дипломатичними. У минулому торгові угоди завжди були приводом для дискусій і жарких суперечок. Ні Велика Британія, ні США не були готові розділити контроль над своїми торговими сферами, якщо не було очевидних стратегічних переваг цього. Країни опинилися в глухому куті, тому що ніхто не хотів йти на компроміс на благо світової спільноти. Проблема мирних переговорів полягає в тому, що, хоча кожна країна усвідомлює важливість і вигоди світу, взаємної довіри ніколи не буває достатньо для забезпечення успіху таких переговорів. Переговори в Женеві допомогли зламати лід і познайомити країни з перевагами глобальної вільної торгівлі. Крім того, просто зустрічаючись і розмовляючи, лідери змогли розвивати відносини і мати оптимістичний погляд на мирне і спільне майбутнє.

## Холодна війна і Женева
Холодна війна справила великий вплив на теми, що обговорювалися в ході Женевського саміту. Міжнародна напруженість досягла свого піка під час «холодної війни», оскільки напруженість зростала, лідери «холодної війни» вважали, що було б гарною ідеєю об'єднатися в рамках загальної справи світу в Женеві.
Світові лідери обговорили питання безпеки, озброєнь, об'єднання Німеччини і зміцнення відносин між Сходом і Заходом. Хрущов був готовий допустити об'єднану Німеччину за умови, що вона буде нейтральною, але вступ Західної Німеччини в НАТО в травні ускладнив ситуацію. Хрущов хотів, щоб на зміну НАТО і Варшавському пакту прийшла нова система колективної безпеки, за спогадами Андрія Громико, радянська делегація зробила заяву про те, що якщо мир є єдиною метою НАТО, то не може бути жодних заперечень проти вступу Радянського Союзу в НАТО. Саме Аллан Даллес порадив Дуайту Ейзенхауеру відмовитися від цієї пропозиції, і ця тема була залишена без уваги протягом решти частини саміту. Ця конференція ознаменувала собою епоху Відродження оптимізму у відносинах «холодної війни», проте пізніше це було порушено Суецькою кризою.